# Kalman Apple
Kalman Apple (* 20. Jahrhundert) ist ein Filmregisseur, Filmproduzent und Drehbuchautor für Kurzfilme.

## Karriere
Kalman Apples Karriere im Filmgeschäft begann im Jahr 2000 mit dem Kurzfilm Speed for Thespians. Dabei verfasste er das Drehbuch, war als Produzent verantwortlich und gab gleichzeitig sein Regiedebüt. Für diesen Kurzfilm erhielt er gemeinsam mit Shameela Bakhsh eine Oscar-Nominierung bei der Oscarverleihung 2002 in der Kategorie Bester Kurzfilm. Auf dem Long Beach International Film Festival in Pasadena erhielt Appel den Jury Award sowie auf dem Stony Brook Film Festival die Auszeichnung als Bester Kurzfilm. Weitere Kurzfilme waren Bad Wolf, welcher im Jahr 2012 veröffentlicht wurde, und A Day in the Country, welcher im Jahr darauf veröffentlicht wurde.

## Filmografie
- 2000: Speed for Thespians (Kurzfilm)
- 2012: Bad Wolf (Kurzfilm)
- 2013: A Day in the Country (Kurzfilm)